# Malý Čeremšan
Malý Čeremšan (rusky Малый Черемшан, tatarsky Keçe Çirmeşän) je řeka v Uljanovské oblasti a v Tatarstánu v Rusku. Je dlouhá 192 km. Povodí řeky je 3190 km².

## Průběh toku
Protéká přes Nízké Závolží převážně směrem na jih. Ústí zprava do Velkého Čeremšanu (povodí Volhy).

## Vodní režim
Zdrojem vody jsou převážně sněhové srážky. Průměrný roční průtok vody ve vzdálenosti 123 km od ústí činí 4,75 m³/s, maximální 348 m³/s a minimální 0,06 m³/s. Zamrzá v listopadu a rozmrzá v dubnu.